# E-handel
E-handel alternativt onlinehandel eller internethandel är handel via internet. Det sker när ett företag eller konsument säljer, köper eller byter en produkt, tjänst eller information.

## Allmänt
Den e-handel som en konsument kommer i kontakt med oftast kan delas in i två undergrupper: nätauktioner och framför allt handel via nätbutiker. Betalning sker vanligtvis med kreditkort, faktura och genom direktöverföring till bank. Även Paypal och mobila betalsätt som Swish är vanliga som betalningsalternativ.

## Terminologi
Det finns ett antal termer (branschord) inom e-handel.
- Ren e-handel: Ren e-handel är den handel där produkt, beställning och leverans sker helt digitalt (via datanät). Till exempel köp av en nerladdningsbar bok genom betalning och sökning på en hemsida, eller en utskrivbar biljett.
- Partiell e-handel: Partiell e-handel är när produkten, eller något av beställning och leverans, inte är digitalt. Om produkten skickas fysiskt blir det alltid partiellt.

- Distanshandel: Distanshandel är ett övergripande begrepp när kunden inte besöker en säljares lokal utan beställer för hemleverans. Beställning kan ske via brev eller telefon (postorder) eller via datornätverk (e-handel).
- B2B: Business to Business. Elektronisk handel mellan företag och organisationer, inte inkluderat statliga transaktioner.
- B2C: Business to Consumer. Företaget bedriver e-handel gentemot konsumenten, den köper en vara elektroniskt av ett företag.
- C2C: Consumer to Consumer. En konsument (privatperson) säljer till en annan konsument. Kan vara via ett annonsforum eller en nätauktion(se nedan).
  - Dessa tre kan blandas. Både företag och konsumenter kan sälja via annonssajter. Både företag och konsumenter kan köpa från ett e-handelsföretag.
- B2G: Business to Government. Företag som bedriver elektronisk handel gentemot regering/statlig verksamhet. Inom EU/EES även kommunal verksamhet som har liknande regler om upphandling.
- B2B2C: Business to Business to Consumer. Företag som bedriver verksamhet som sedan säljs vidare till konsumenten genom ett annat företag. Till exempel när en elektronisk resebyrå säljer flygbiljetter, till en konsument, som inte är deras utan flygbolagets biljetter.
- Social commerce är en delmängd av e-handel som bedrivs via sociala medier, det vill säga försäljning av varor och tjänster via internettjänster som Facebook, Twitter, Youtube och Myspace.
- Q-handel:[4] Tredje generationens e-handel som lanserades av foodora i maj 2020. En ny digital handel som innebär leverans till kund på mindre är 30 minuter.

## Historia
E-handeln är en företeelse vars grund lades redan på 1960-talet, då ARPANET, föregångaren till dagens internet, skapades, men inte förrän i början av 1990-talet hade e-handeln goda chanser att få det utbredda användande som den idag har. Det var WWW, World Wide Web, som lanserades 1992, i kombination med 1994 års lanserande av nya webbläsaren Netscape Navigator, som gjorde detta möjligt. När nu ett grafiskt gränssnitt fanns för internet, kunde man börja bygga upp virtuella affärer, där folk från hela världen kunde handla. Det första e-handelsköpet med on-line kryptering till en privatperson genomfördes 11 augusti 1994 när amerikanske Phil Brandenberger i Philadelphia köpte artisten Stings cd-skiva Ten Summoner's Tales genom nättjänsten NetMarket.
Beställning via telefon är mycket äldre och telefoner är ett elektroniskt medium, men det anses inte vara e-handel utan mer postorder eftersom både presentation och beställning hanteras manuellt.
Läroboksexemplet som alltid refereras till, som är bland de mest framgångsrika, är Amazon.com, som öppnades 1995. De hade en tillväxt från $1,6 miljoner 1996 till $1600 miljoner 1999. 1995 och 1999 anses som e-handelns "Gyllene år" då mycket pengar investerades, moderna lager köptes och internet blev den snabbast växande teknologin i historien. Vid millennieskiftet sprack IT-bubblan och orsakade konkurs för många IT-företag världen över. Krisen började 2000 och fortsatte in på 2001. Krisen avsåg mest börskursen och möjligheten att få finansiärer medan e-handelns omsättning vuxit hela tiden.
Efter detta har IT-marknaden återhämtat sig och har trots krisen alltid ständigt vuxit i omsättning. Senaste åren har det varit en ihållande tillväxttakt. 3:e kvartalet 2008 var tillväxt i omsättning +14,7% jämfört med samma period 2007. Av detaljhandelns hela omsättning sker ca 5 % av handelsomsättningen som e-handel.
Från början var det nya företag, som hade särskilda tekniska kunskaper, som satsade på e-handel. Efterhand har också traditionella postorderföretag som till exempel Ellos startat handel via internet. Dessutom har vissa företag som anses vara e-handelsföretag ändå en katalog. Numera är det till betydande del samma företag som hanterar postorder och e-handel. De kallar sig ofta distanshandelsföretag.

### EU – Beskattning och Tröskelvärden
EU:s momsunion, som infördes i slutet av 1990-talet, innebär att man kan beställa och skicka varor mellan två EU-länder och avsändaren tar ut moms enligt sitt lands regler tills tröskelvärdet för distansförsäljning är nådd. Företag som säljer till privatpersoner i andra EU-länder bör lägga på utländsk moms istället för svensk moms om de överskrider ett tröskelvärde mot det landet, eftersom man ska då redovisa moms mot det landets skattemyndighet. Det är inte frivilligt utan ett lagkrav.

### Momsregistreringsnummer och momsdeklarationer inom Europa
När ett företag sålt varor och/eller tjänster till privatpersoner i ett annat land under 12 månader till ett värde som överskrider tröskelvärdet, så blir företaget skyldigt att lämna in momsredovisning till skattemyndigheten i det landet och inte till skatteverket i hemlandet.
Vid en momsregistrering i ett annat land, exempelvis Tyskland, så får företaget ett lokalt momsnummer och företaget lägger sedan på lokal tysk moms på 19 % istället för hemlandets momssats, t ex svensk moms på 25%. 
I många länder behöver inte försäljningen överstiger tröskelvärdet, utan företaget har möjlighet att frivilligt momsregistrera sig och på så sätt snabbare tillämpa den utländska lokala momssatsen.

### Sverige
I Sverige har e-handelns omsättning växt från 4,8 miljarder under 2005 till 77 miljarder 2011. Enligt en rapport från statistiska centralbyrån har e-handeln ökat med drygt 70 % 2012–2013. I Sverige föll företagen också offer för IT-bubblan 2000 till 2001 men det är vissa företag och affärsmodeller som visade sig vara lyckade och som därför fortfarande är kvar. Boo.com var ett exempel på IT-bubblans offer. Idag[när?] har dock företag som Nelly.com etablerat en stark position på marknaden. Något som såg omöjligt ut 1998 var att sälja skor på nätet men detta har bland annat Brandos.se lyckats med starkt under 2009–2011. Idag finns allt på nätet, från böcker från internationella bolag som Amazon till små lokala, nischade aktörer. Allt fler företag som innan sålt produkter i sina vanliga butiker har också börjat sälja allt mer på internet och nu är det få av de större företagen med traditionella butiker som inte också bedriver e-handel. Av de traditionella detaljhandelsföretagen var butikskedjor som Stadium och Lindex tidigt ute med att skapa en e-handel som också integrerades med deras fysiska butiker och lagersaldo. Detta innebär att kunder kan handla online men betala, hämta och returnera varorna i butik om så önskas.

## Nätbutik
En stor del av e-handeln äger rum i de så kallade nätbutikerna, butiker som i stort sett består av ett lager och en webbplats, varifrån kunden gör sina beställningar. Varorna på webbplatsen är ofta uppdelade i kategorier så att kunden lätt kan hitta bland dem. Många nätbutiker har även kompletterat med en sökfunktion, som gör det möjligt för kunden att hitta en vara snabbt och enkelt.
Varorna som kunden önskar beställa läggs vanligtvis i en virtuell kundvagn, och vid beställning går man till kassan, där kunden vanligtvis får välja transportsätt, ange kontakt- och leveransuppgifter och välja betalningsmetod. Vanligaste betalningsmetoden är via betal-/kreditkort, men i Sverige finns i regel även möjlighet att betala mot postförskott, som ofta är förknippad med extra postförskottsavgifter. Faktura ges normalt inte till kund, då det skulle innebära ökade risker för bedrägerier för nätbutikerna. Det finns dock leverantörer av fakturatjänster som tar på sig bedrägeririsken vid fakturaköp till exempel Klarna. För fakturaköp behöver kundens identitet fastställas på ett säkrare sätt.
Leverans av varor sker vanligen med postpaket, men vid köp av elektroniska varor, till exempel musik och mjukvara, ökar nu möjligheterna att få ladda ner varan från nätbutiken direkt efter slutförd betalning.
De flesta nätbutiks-leverantörer erbjuder företagaren att själv kunna ändra vilka produkter som visas i nätbutiken.
En produkt som numera till mycket stor del säljs via e-handel, och delvis via ren e-handel, är biljetter. Flyget säljer e-tickets, biljetter som lagras i bolagets datorer. Där räcker det att visa bokningsnummer och/eller legitimation på flygplatsen. Även biljetter för tågresor och lokal kollektivtrafik köps ofta via e-handel.  På ett liknande sätt sker numera en stor del av försäljningen av biljetter till konserter och idrott.

## Nätauktion
En nätauktion fungerar som en vanlig auktion, med skillnaden att den hålls på nätet via en auktionssajt, till exempel Tradera. Vid nätauktioner är det vanligt att både privatpersoner och företag är säljare. Köparen lägger sina bud via auktionssajten, som automatiskt håller reda på alla bud, och kan således vid auktionens slut avgöra vem som lagt det vinnande budet.
Leverans av vara sker vanligtvis per post, och betalningen genomförs ofta med bankkort, postförskott eller via betalningsföretag, till exempel PayPal och Payson AB, som har till uppgift att förmedla betalningen mellan köpare och säljare då båda parterna är nöjda.

## Fördelar
E-handeln har många fördelar.
- Priserna. I en nätbutik är det möjligt att handla billigare än i en traditionell butik, då en nätbutik sällan har lika stort behov av personal som betjänar kunderna. Nätbutikerna består ofta bara av ett lager, varifrån hela landet/världen kan handla, vilket sparar in lokalkostnader. En vanlig butik behöver bra läge vilket kostar i hyra. Ett lager kan ligga mer undanskymt. Den större försäljningsvolymen ger dock inte nödvändigtvis lägre inköpskostnader, eftersom butiker brukar samarbeta om inköp i kedjor. Ett problem är fraktkostnaden så det är inte säkert det blir billigare.
- Öppettiderna. Medan en traditionell butik stänger under natten, och i vissa fall även under helgen, är en nätbutik öppen dygnet runt, och köparen handlar då det han/hon behöver när som helst under dygnet.
- Överblick. Alla nätbutiker går att komma åt från konsumentens dator, vilket medför att konsumenten enkelt kan besöka flera nätbutiker och skapa sig en överblick av var det lönar sig att handla. Även en bättre överblick över den enskilda butikens sortiment fås, bland annat genom den sökfunktion, som de flesta nätbutiker har på sina webbplatser.
- Utbud. Eftersom e-handeln kan betjäna ett mycket större område än en butik, och därmed ha fler kunder, kan den också ha ett mycket större utbud. Framför allt kan de också beställa lågvolymvaror från tillverkare efter kundbeställning så att de slipper ha dem i lager, på bekostnad av leveranstiden. Många personer har ingen lämplig butik i närheten eller känner inte till någon när de vill handla en ovanligare vara. Man kan söka via sökmotorer efter varor man inte hittar på något annat sätt.
- Bekvämlighet. Man slipper åka till en butik. För till exempel biljetter är bekvämlighet en betydande fördel, där har man också fördelen med snabbhet. Det finns exempel där vissa köat i dagar för biljetter medan andra kunna köpa hemifrån med samma släpptidpunkt (detta försöker arrangörer undvika).

## Nackdelar
- Nätbedragare. Ett ständigt återkommande problem är att man som konsument handlat i en till synes seriös nätbutik, men senare upptäckt att man blivit av med pengarna utan att man fått varan, eller till exempel fått en tegelsten i postpaketet.

Butiker har motsvarande problem med kunder som köper med stulna kontokort eller stulna nummer.
- Nätfiske är ett begrepp som ofta nämns i media idag. Begreppet syftar på att en hacker på något sätt lurar till sig en konsuments bank-/kreditkortsuppgifter, till exempel genom en falsk eller en oseriös nätbutik. Marknadsföring av den sker ofta genom att skicka reklam-e-post. Ett annat sätt är att skicka förfalskad e-post från kända banker och kopiera bankernas utseende, även om det sättet inte har med e-handel att göra.
- Fraktkostnader. Alla fysiska varor som handlas på internet måste fraktas till köparen, vilket kan göra köpet mindre lönsamt för konsumenten.
- Väntetid. Alla fysiska varor som handlas på internet måste fraktas till köparen, vilket innebär väntetider, i bästa fall en dag.
- Leverans sista biten. Konsumenter är ofta inte hemma på dagtid då fraktföretag kör ut varor. Oftast måste mottagaren ta sig till ett postombud eller fraktbolag, då kunde de nästan lika gärna åka till en butik istället.

## E-handel i Sverige

### Statistik
Enligt undersökningen DIBS e-commerce Survey 2011 hade 93 procent av de svenska internetanvändarna handlat via internet under de senaste sex månaderna. Av dessa stod männen för en något större del än kvinnorna. Av undersökningen framgår att e-handeln i Sverige beräknades uppgå till 77 miljarder för 2011 – detta är baserat på respondenternas svar. Den största varugruppen var resor.
Vidare sägare HUI & Posten i Sverige att den svenska e-handelns omsättning endast hamnar på 27,7 miljarder för 2011(prognos). Där är det flest andel respondenter som säger att de köpt böcker/tidningar. Detta skiljer sig markant från vad DIBS säger om e-handeln i Sverige vilket beror på att e-barometern endast omfattar detaljhandel och därmed utesluter sektorer som t.ex. resebranschen.
Försäljningen inom e-handeln uppgick enligt HUI Research AB under 2014 till 43 miljarder, vilket är en ökning med 16 procent av försäljningen i den totala detaljhandeln jämfört med 2013. Under 2014 levererades knappt 90 miljoner paket med en vikt över två kilo.
Enligt undersökningen Svenskarna och internet 2021 hade 87 procent av svenskarna e-handlat under det senaste året. År 2007 låg samma siffra på 75 procent. I princip alla som är födda på 1960-talet eller senare e-handlade 2021 och bland pensionärerna var det 2 av 3 som e-handlade. Majoriteten, 80 procent, av de svenska internetanvändarna kände sig år 2019 trygga när de näthandlade och betalade via internet. Sju procent kände sig otrygga. Samma undersökning visade att lite drygt 1 av 10 hade fått något levererat som såg annorlunda ut när de gjorde beställningen på nätet.
Under coronaviruspandemin år 2020 ökade näthandeln i Sverige. 87 procent uppgav i en undersökning att de hade e-handlat, och två procent hade gjort det för första gången och 24 procent uppgav att de hade e-handlat i en större utsträckning än vanligt. Var femte person i undersökningen uppgav att de ville fortsätta e-handla i större utsträckning även efter pandemin. Enligt Postnords undersökning E-barometern  hade e-handeln en tillväxt på 40 procent under pandemiåret 2020, jämfört med 2019. Ökningen motsvarade 35 miljarder kronor vilket kan jämföras med hela 2012 års totala e-handelsomsättning i Sverige.

### Lagligt skydd
Konsumenter som handlar i nätbutiker har alltid en rad lagstadgade rättigheter. Vissa av dem gäller i Sverige, andra i hela EU, vilket innebär mindre risker vid e-handel över nationsgränser.
- 14 dagars ångerrätt har man som konsument i Sverige alltid rätt till vid distanshandel[19] (auktioner, köp av livsmedel, tidningar, hygienartiklar och dylikt är undantagna), och är ett säljande företag skyldigt att upplysa köparen om den. Ångerfristen börjar löpa från den dag varan tas emot, och varan ska vara i väsentligt oförändrat skick. Utanför Sverige inom EU har en konsument vid köp från företag inom EU 7 dagars ångerrätt.[19]
- Konsumentköplagen ger en konsument rätten att reklamera en felaktig vara som köpts av en juridisk person. Reklamationen ska ske i skälig tid, dock senast tre år efter mottagandet av varan. Reklameras varan före sex månader efter mottagandet, är det upp till säljaren att bevisa att felet inte var ursprungligt, medan det efter sex månader är köparens uppgift. Konsumentköplagen gäller inte vid försäljning och köp mellan konsumenter (fysiska personer) eller mellan två företag (juridiska personer).

## Integration och automatisering
I takt med att e-handeln blivit mer komplex och fler företag använder olika system för exempelvis lager, orderhantering, redovisning och betalningar, har behovet av automatiserade dataflöden mellan systemen ökat. För att möta detta används så kallade integrationsplattformar (iPaaS, Integration Platform as a Service), vilka gör det möjligt att koppla samman olika system utan att varje integration behöver byggas från grunden.
Internationellt finns aktörer som Workato, MuleSoft, Celigo och Tray.io, medan det i Sverige finns specialiserade plattformar och byråer som erbjuder liknande tjänster.
Exempel på en svensk integrationsplattform är Junipeer.io, som riktar sig till små och medelstora e-handelsföretag. Junipeer tillhandahåller integrationer mellan affärssystem som Fortnox, Visma eEkonomi och 24SevenOffice, samt e-handelsplattformar som Shopify, Magento och WooCommerce. Plattformen erbjuder färdiga kopplingar för automatiserade flöden av order, fakturor, betalningar och returer.
En annan aktör är den svenska byrån Nordic Web Team, som utvecklar kundanpassade integrationer och moduler, bland annat för Magento 2 och Shopify Plus. De tillhandahåller också hostinglösningar och prestandaoptimering för nordiska e-handelsföretag.
Syftet med dessa integrationslösningar är att minska manuellt arbete, undvika fel och skapa en mer sömlös e-handelsupplevelse för både företag och konsumenter. Utvecklingen innebär att fler företag bygger sina tekniska lösningar som ett ekosystem av sammanlänkade tjänster snarare än fristående system.